# Evangelický zpěvník

## První zpěvník
Po vzniku Českobratrské církve evangelické roku 1918 vznikla potřeba sjednotit písňovou tvorbu i dědictví obou hlavních proudů, a. v. a h. v. 
K vydání došlo roku 1923. 

### Přehled vydání
První zpěvník obsahoval 311 písní, notovaných ve čtyřhlasu i nenotovaných. Vydavatel: Spolek Komenského roku 1923. 

Roku 1927 došlo k II. vydání o obsahu 433 písní s tzv. čáslavským dodatkem (10 písní), celkově nenotovaných. Nakladatel: Spolek Komenského. 

III. nenotované vydání roku 1930 obsahuje 442 písní. Nakladatel: Kalich.

III. notované vydání (čtyřhlasá úprava) z roku 1931 obsahuje rovněž 442 písní. Nakladatel: Kalich.

IV. nenotované vydání o 442 písních vyšlo roku 1934. Nakladatel: Kalich.

V. nenotované vydání vyšlo roku 1937, také o 442 písních. Nakladatel: Kalich.

VI. nenotované vydání vyšlo roku 1940, ovšem některé písně byly vyškrtnuty německou cenzurou. Nakladatel: Kalich.

Roku 1946 vyšlo VII. nenotované vydání s 437 písněmi. Nakladatel: Kalich.

Roku 1948 vyšlo III. notované vydání se čtyřhlasou úpravou o 442 písních. Nakladatel: Kalich.

V roce 1950 vyšel nenotovaný zpěvník o 442 písních jako VIII. vydání. Nakladatel: Kalich.

Roku 1952 vyšel kapesní zpěvník notovaný ve čtyřhlasu ve stejném počtu písní. Nakladatel: Kalich.

Roku 1958 vydává zpěvník Jan Laichter o 442 písních. 

Roku 1965 vychází revidovaný kapesní zpěvník o 442 písních. Nakladatel: Kalich. 

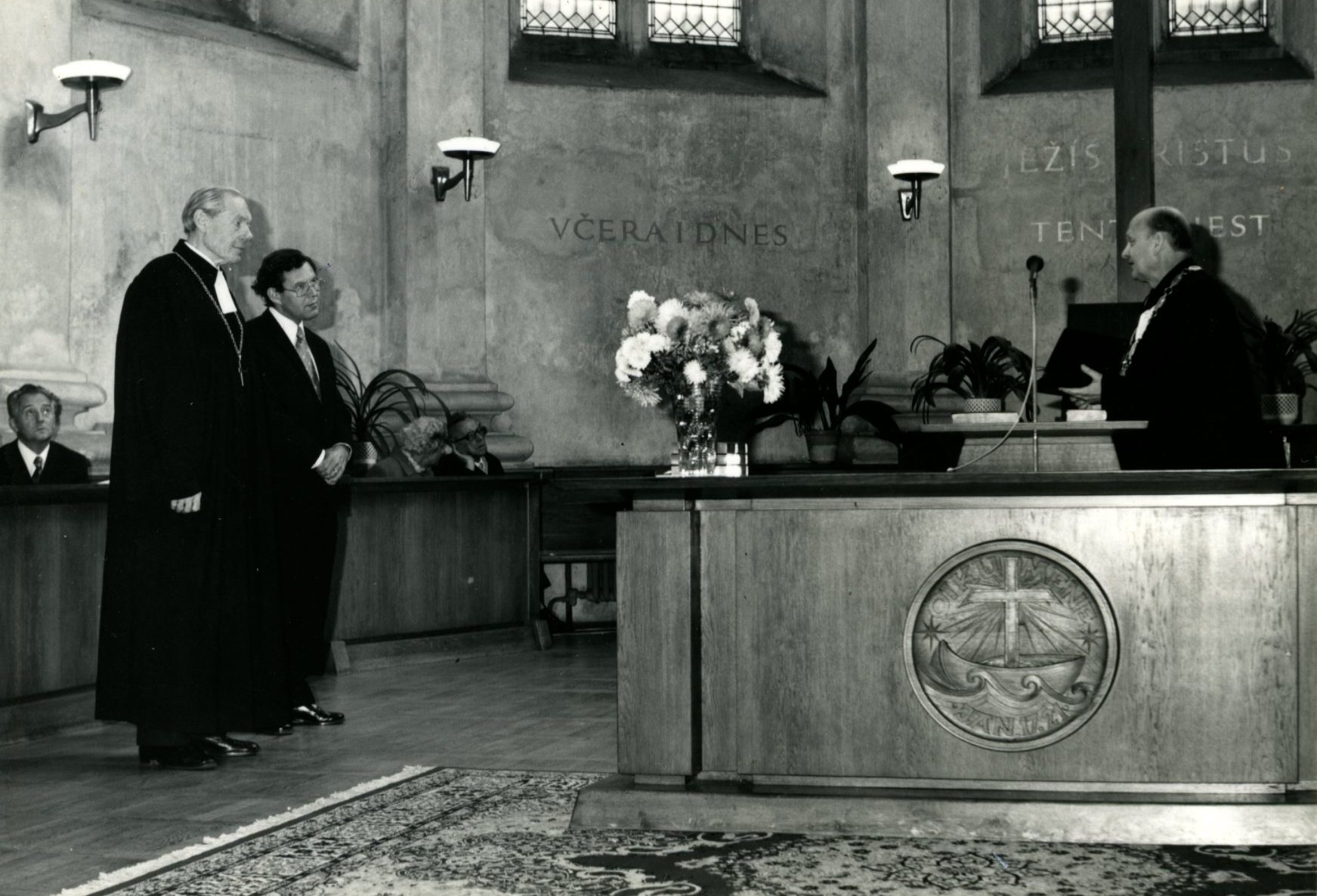
Synodní senior Miloslav Hájek děkuje biskupovi W. Heidlandovi a církevnímu radovi K-Ch. Eptingovi za pomoc při vytištění Evangelického zpěvníku, bohoslužby v kostele u Salvátora, 15. září 1979.

## Druhý evangelický zpěvník
Druhý Evangelický zpěvník byl vydán v roce 1979 Synodní radou Českobratrské církve evangelické a v následujících letech postupně nahradil předchozí zpěvník ČCE z roku 1923. Byl vytištěn za pomoci Bádenské evangelické zemské církve v Grafickém závodu M. Schauenburg, Lahr/Baden.
Jeho obsah připravil poradní hymnologický odbor synodní rady ČCE pod vedením Zdeňka Somolíka a PhDr. Bohuše Hrejsy. Kapitolu Služby Boží a Přípravy modlitby zpracoval poradní odbor liturgický za předsednictví prof. dr. Josefa Smolíka. Grafickou úpravu a notové předlohy vyhotovil František Mašek. Autorem grafických koncovek je Jaroslav Šváb.
Repertoár Zpěvníku (i daleko později jeho Dodatku) čerpá z různých tradic i historických období a je přejat také ze zpěvníků dalších církví, zejm. Církve římskokatolické a Církve československé husitské.
Evangelický zpěvník čítá 586 písní a je rozdělen na čtyři hlavní části:
- I. Žalmy (všech 150 přebásněných biblických žalmů s melodiemi Ženevského žaltáře)
- II. Vyznání víry
  - 1. Věřím
  - 2. Věřím v Boha Otce
  - 3. Věřím v Ježíše Krista
  - 4. Věřím v Ducha svatého
  - 5. svatou církev obecnou
  - 6. odpuštění hříchů
  - 7. život věčný
- III. V proměnách života
  - 1. Starý a Nový rok
  - 2. Dětství a mládí
  - 3. Rodina
  - 4. Práce
  - 5. Utrpení
  - 6. Lidské společenství
- IV. Otče náš

Byl vytištěn péčí Bádenské zemské církve v Karlsruhe. Už roku 1977 přichází od zemského biskupa W. Heidlanda nabídka tisku (tiskárna jako taková pak sídlila v Lahru – jednalo se o tiskárnu specializovanou na tisk liturgických pomůcek). Jednání se ujal Jiří Otter. Posledních korektur se ujímají Miloš Bič, Bohuš Hrejsa, Slavie Radechovská a Ema Suchá. 

Zpěvník byl vytištěn v Karlsruhe jako dar Českobratrské církvi evangelické. Stalo se tak z politických důvodů, s nimiž souvisí i nedostatek papíru schváleného pro vydávání církevních publikací (roku 1978 vyšel Ekumenický překlad Bible).
Liturgický dodatek měl původně obsahovat direktorium bohoslužeb, obsah církevního roku, 4 formuláře agendy, luterskou (valašskou) a bratrskou liturgii
a také dvě zpívaná ordinaria včetně Blahoslavových pašijí, ale spolupráce s liturgickou komisí byla opuštěna s tím, že dané části budou případně vydány
samostatně jako liturgická pomůcka.
9. června 1979 dochází ke slavnostnímu předání a uvedení zpěvníku.
Zpěvník byl ve své historii používán například i Evangelickou církví a. v. v České republice.

## Dodatek
Ke zpěvníku byl roce 2000 vydán synodní radou Dodatek obsahující dalších 103 písní.
Jeho historie je však poněkud delší. Už v průběhu užívání zpěvníku 1979 se začaly objevovat požadavky na další písně, případně se užívaly další oblíbené písně, které byly vypuštěny. Proto se roku 1996 začíná připravovat dodatek. 
Nakonec vyšel roku 2000 v nákladu 20 000 výtisků firmou Znamenaný v Plzni.
Dodatek k Evangelickému zpěvníku byl předán do služby církvi při slavnostním shromáždění ve sboru Českobratrské církve evangelické v Praze-Strašnicích v sobotu 3. června 2000 v 16:00 hodin. Slavnosti se zúčastnili také prezident EKEK208 Hans-Jürg Stefan a synodní senior Pavel Smetana.

## Nový evangelický zpěvník
V prosinci 2021 vyšel nový evangelický zpěvník. Na jeho přípravě pracovala převážně dobrovolnicky osmičlenná tvůrčí skupina pod vedením Miloslava Esterleho a mnozí další spolupracovníci z oblasti teologie, hymnologie, typografie či práva. Zpěvník byl vytištěn v České republice písmem Lexicon.
Přípravná tvůrčí skupina jej chystala s důrazem na obsahovou pestrost, která se projevila nejen relativně vysokým počtem písní (789 písní a dalších textových útvarů), ale také zařazením zcela nových forem (nejen) bohoslužebného zpěvu (například responsoriální žalmy). 
K dalšímu obsahu patří modlitby od různých autorů včetně české a světové ekumeny (například i Jiřího Suchého) a úvodní biblické verše ke každé kapitole zpěvníku.
Zdrojem materiálu byl jak předchozí zpěvník a další zpěvníky ČCE (asi 60 % obsahu), tak také nové či nově objevené písně: „dvorních“ autorů z ČCE (Ladislav Moravetz, Jiří Pejla, Miloslav Esterle, Miloš Rejchrt a mnozí další), písně z české ekumeny i z četných zahraničních zdrojů. Texty a nápěvy stávajících písní prošly v mnoha případech drobnými nebo i většími úpravami, ať již textovými (nahrazení knižních, archaických formulací) nebo hudebními (pro lepší frázování textu při zpěvu).

### Osnova nového zpěvníku
- Bohoslužba v Bibli 
  - žaltář: zpěvník neobsahuje kompletní ženevský žaltář jako zpěvník předchozí, zato jsou některé žalmy uvedeny ve více zpracováních, například i k recitaci a responsoriálnímu přednesu
  - Kromě žalmů obsahuje tento oddíl i písně na motivy biblických příběhů starozákonních i novozákonních, vždy s uvedením příslušného biblického odkazu.)
- Bohoslužba ve společenství církve (písně členěné podle částí liturgie)
- Bohoslužba během církevního roku (písně členěné podle církevního roku)
- Bohoslužba všedního dne (písně v průběhu celého dne)
- Bohoslužba na cestě životem
- Bohoslužba ve světě

### Další materiály a doplňky
Dalšími materiály jsou chorálník (kniha varhanních doprovodů), zjednodušený doprovodník pro kytaru nebo další nástroje, web s elektronickými verzemi a doprovodnými materiály, také mobilní aplikace. V aplikacích lze většinou vyhledávat podle čísla písně nebo součásti názvu, vyhledávání není konkordantní i pro texty písní. 
Ke zpěvníku lze rovněž zakoupit průhledné plastové obaly, které mají zabránit opotřebení pevných desek.
Ke zpěvníku existují internetové stránky včetně tabulky srovnávající NEZ s předešlými zpěvníky a sledující nastalé změny.

### Oslavy
Českobratrská církev evangelická naplánovala rovněž slavnostní uvedení zpěvníku. Kvůli pandemické situaci byla tato slavnost dvakrát odkládána (28. listopadu 2021 měla akce proběhnout v Brně a následně 22. ledna 2022 tamtéž a o den později ve Zlíně). Uvedení zpěvníku se tak konalo při slavnostních bohoslužbách dne 5. června ve sboru v Praze u Salvátora. Tyto bohoslužby byly rovněž přenášeny v přímém přenostu na oficiálním YouTube kanále E-církev. Účinkoval zde pěvecký sbor, uváděl synodní senior Pavel Pokorný, komentář k písním měl celocírkevní kantor Ladislav Moravetz. Další informace poskytl Pavel Hanych. Miloslav Esterle jako vedoucí komise byl oceněn z rukou synodního kurátora Jiřího Schneidera Medailí vděčnosti.

### Vzdělávací a popularizační akce
Ve sborech a seniorátech církve probíhají různé semináře a přednášky pro duchovní i veřejnost. Jednou z takových akcí byla přednáška Pavla Hanycha ve sboru v Braníku v lednu 2022 (odkaz níže), další například hudební seminář bratří Esterlových na pastorální konferenci Západočeského seniorátu v Domažlicích v květnu 2022. Další akcí byla Seniorátní evangelická neděle Východomoravského seniorátu ČCE. Zpěvníku bude věnován také víkend v Křížlicích pod vedením celocírkevního kantora Ladislava Moravetze.